# Menjamel de taques grogues
El menjamel de taques grogues (Meliphaga notata) és un ocell de la família dels melifàgids (Meliphagidae).

## Hàbitat i distribució
Habita la selva pluvial, vegetació costanera, manglars, terres de conreu i ciutats de les terres baixes al nord-est de Queensland.